# Eroberung von Lüttich (1914)
Die Eroberung von Lüttich war die erste größere Angriffsoperation von strategischer Bedeutung, die deutsche Streitkräfte während des Ersten Weltkrieges ausführten. Die rasche Besetzung des wichtigen belgischen Straßen- und Eisenbahnknotenpunkts Lüttich (frz. Liège, ndl. Luik) war als Handstreich geplant und sollte der Hauptmasse der deutschen 1. und 2. Armee den Weg auf das westliche Ufer der Maas öffnen. Das Unternehmen gegen Lüttich trug – wie der gesamte deutsche Kriegsplan – konzeptionell ausgesprochen riskante Züge, führte zu unerwartet hohen Verlusten und wäre beinahe gescheitert, da Zahl und Widerstandskraft der Verteidiger durch den deutschen Generalstab beträchtlich unterschätzt worden waren. Im Zusammenhang der Kämpfe um Lüttich kam es zu massiven Repressalien gegen die belgische Zivilbevölkerung.

## Vorgeschichte und Planung

Karte des Festungsringes Lüttich, in blau die Situation um 1914,
in rot die Situation von 1940

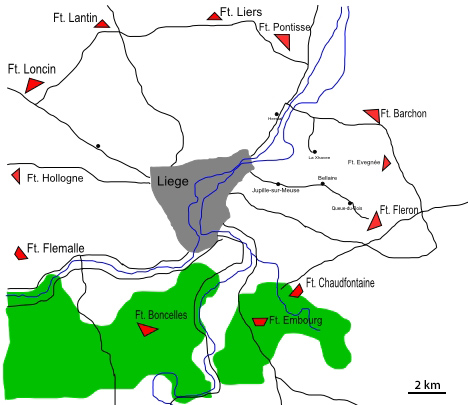
Anlagen der Festung Lüttich

Der Chef des Großen Generalstabes Alfred von Schlieffen sah in seiner Denkschrift vom Dezember 1905 (vgl. Schlieffen-Plan) vor, einen zukünftigen Krieg gegen Frankreich unter Verletzung der belgischen, luxemburgischen und niederländischen Neutralität zu führen. Die belgischen Festungen an der Maas – Lüttich und Namur – sollten im Rahmen des Vormarsches durch den deutschen „Schwenkungsflügel“ nur blockiert, aber nicht zwingend eingenommen werden.
Der Nachfolger Schlieffens, Helmuth von Moltke, lehnte allerdings eine Einbeziehung der Niederlande in den deutschen Aufmarschraum aus militärischen und kriegswirtschaftlichen Gründen ab. Die dadurch eintretende extreme Verengung der Vormarschwege gerade im Bereich der entscheidend wichtigen Armeen des äußersten rechten Flügels machte es zwingend erforderlich, die Stadt Lüttich und die sie umgebenden Forts so rasch wie möglich einzunehmen, da allein durch die Öffnung der über Lüttich führenden Straßen- und Eisenbahnverbindungen das für angemessen gehaltene Tempo des deutschen Aufmarsches jenseits der Maas sicherzustellen war.
1911 vermerkte Moltke in einer Aktennotiz:

„So unbequem es daher ist, muss der Vormarsch durch Belgien ohne Verletzung der holländischen Gebiete erfolgen. Es wird im wesentlichen nur ausführbar sein, wenn Lüttich in unserem Besitz ist. Diese Festung muss daher sofort genommen werden. Ich halte es für möglich, sich derselben durch Handstreich zu bemächtigen. (…) Eine moderne Festung durch Handstreich zu nehmen, dürfte in der Kriegsgeschichte noch kein Beispiel haben. Es kann aber glücken und muss versucht werden, da der Besitz Lüttichs für unseren Vormarsch die conditio sine qua non ist.“

Vorbereitungen für die überfallartige Besetzung Lüttichs liefen vermutlich bereits seit 1908. In grenznahen Depots wurde die Ausrüstung der für den Handstreich vorgesehenen Truppen bereitgestellt. Als Touristen camouflierte Generalstabsoffiziere erkundeten wiederholt das Terrain. Zu ihnen gehörte 1911 auch der Chef der Aufmarschabteilung des Generalstabes, Erich Ludendorff. Die deutschen Planer veranschlagten die zu erwartende Stärke des Gegners auf etwa 6000 Mann Feldtruppen und 3000 Mann Garde civique.
Die Kampfkraft der belgischen Truppen – von deutschen Generalstäblern als „Praliné-Soldaten“ abqualifiziert – hielt man auf deutscher Seite für gering. Vorgesehen war im Grundsatz, nach zügigem Anmarsch über die (vermeintlich) unbefestigten, im Durchschnitt einige hundert Meter breiten Breschen zwischen den äußeren Forts in die Stadt Lüttich einzudringen und die dortige Zitadelle zur Kapitulation zu zwingen. Daraufhin, so die Annahme Moltkes, würden auch die Außenforts kapitulieren – falls sie nicht schon beim ersten Zusammenprall überrumpelt worden seien.
Tatsächlich aber betrug die Zahl der Truppen, über die der vom belgischen König am 4. August 1914 mit der Verteidigung der Festung beauftragte General Gérard Leman nach dem schnellen Abschluss der Mobilmachung am 5. August gebot, fast 40.000 Mann. Die seit dem Morgen des 4. August aus Bereitstellungsräumen bei Aachen, Eupen und Malmedy vorgehende deutsche Angriffsgruppe (11., 14., 27., 34., 38. und 43. Infanterie-Brigade (IB) sowie die 2., 4. und 9. Kavallerie-Division (KD)) war damit quantitativ zunächst deutlich unterlegen.

## Verlauf

### 4. August bis 7. August

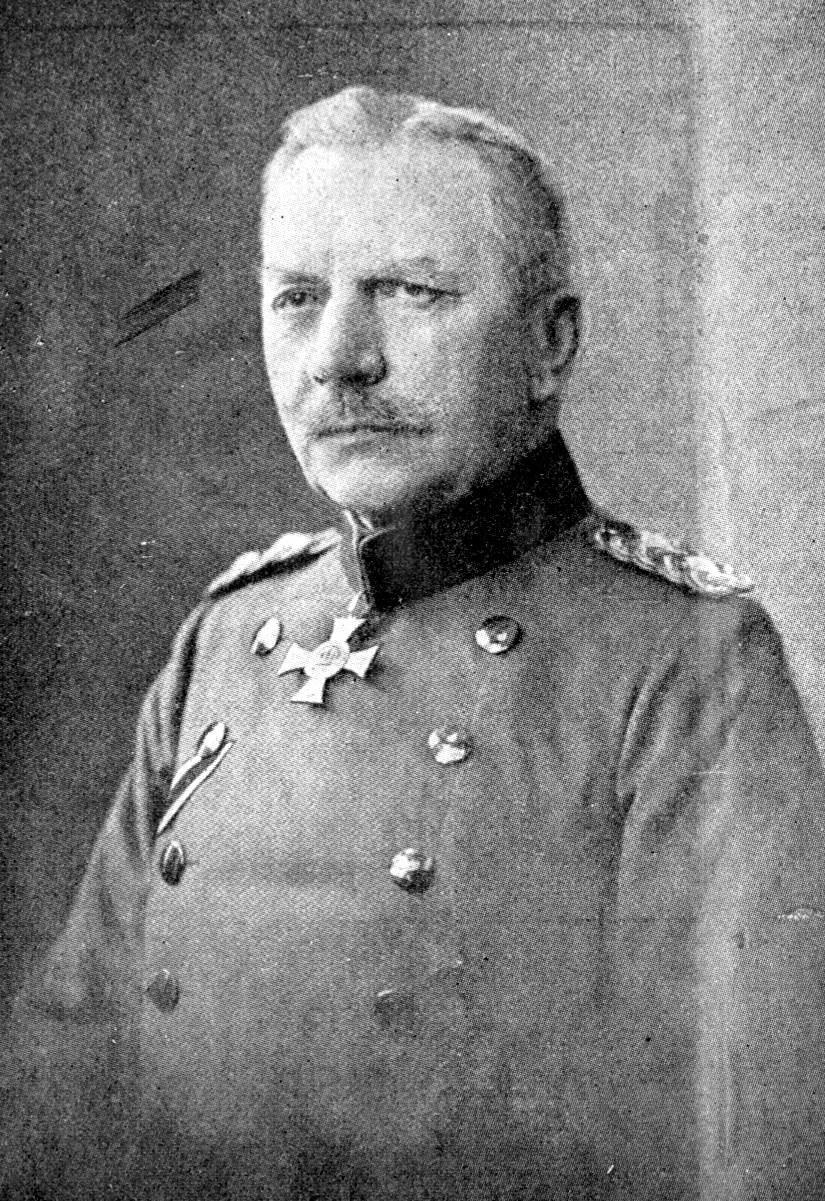
General Otto von Emmich, der Eroberer von Lüttich

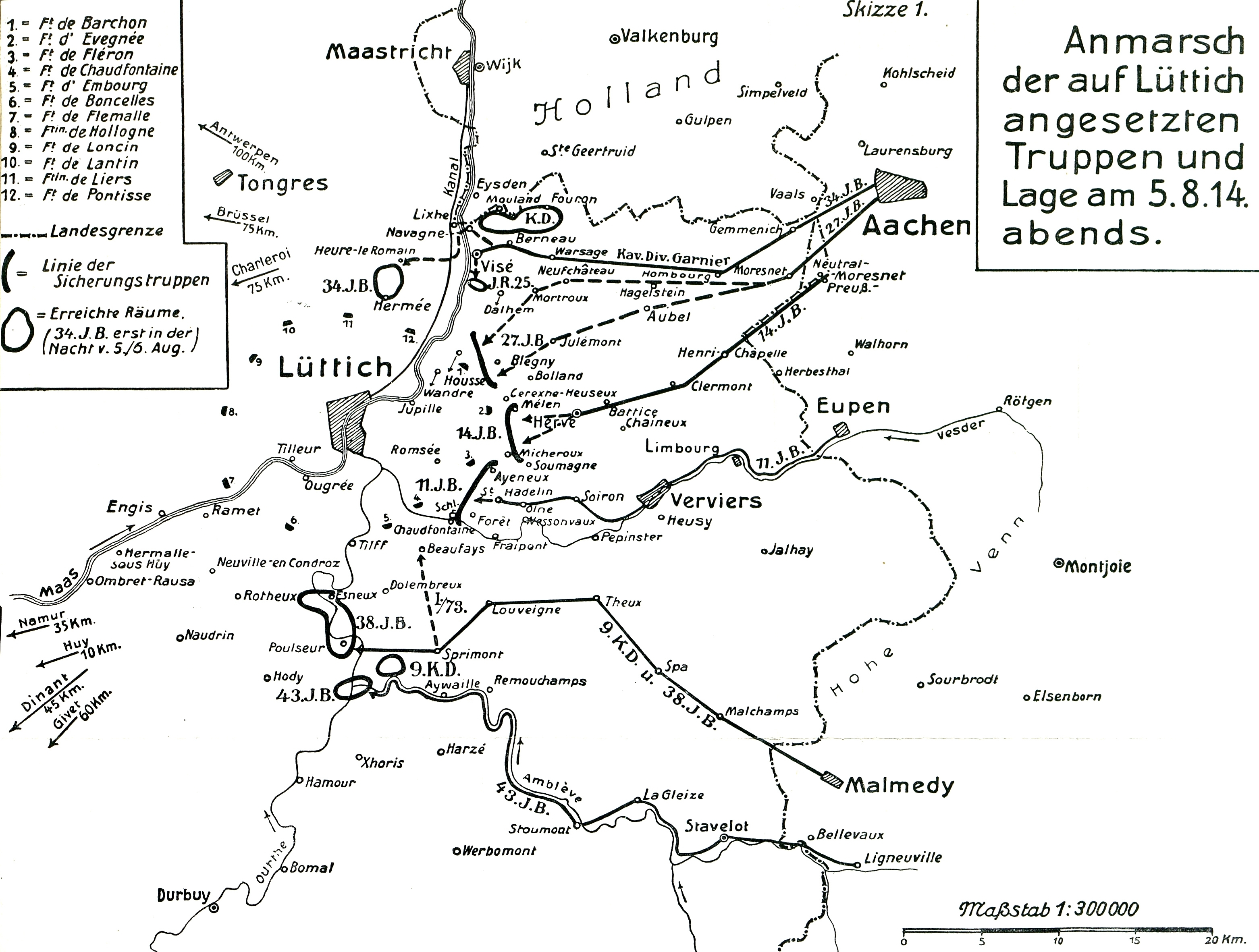
Anmarsch der deutschen Truppen auf Lüttich, 5. August 1914

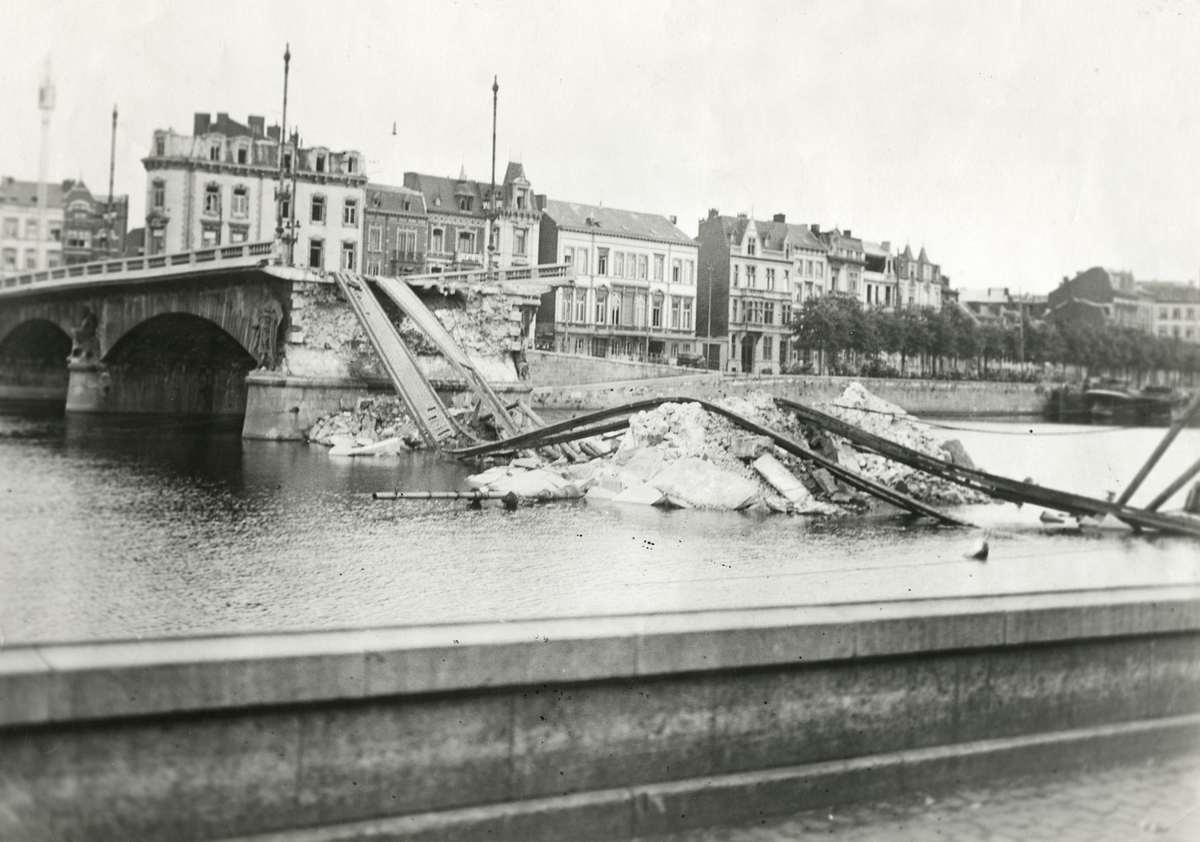
Zerstörte Brücke Pont Léopold in Lüttich 1914

Der Kommandierende General des X. Armee-Korps, General von Emmich, dem der Angriffsverband unterstand, sollte mit seinen Truppen in der Nacht vom 5. auf den 6. August die Linie der Außenforts durchbrechen und Lüttich besetzen. Das Vordringen auf Lüttich wurde durch zahlreiche Wegesperren und sporadischen belgischen Widerstand in dem dicht besiedelten, von Hecken und Zäunen durchzogenen Gelände behindert, verlief bis zum Abend des 4. August jedoch planmäßig. Lediglich der äußerste rechte Flügel (34. IB, Teile 2. und 4. KD) musste das zunächst besetzte Visé wieder räumen, da der Ort durch die Artillerie der Lütticher Forts beschossen wurde. Am 5. August sollten die Truppen die Ausgangsstellungen für den Handstreich beziehen. An der Nordflanke setzte die 34. Infanterie-Brigade nach einigen Schwierigkeiten bei Lixhe (Stadtteil von Visé) über die Maas. Auch die anderen Brigaden erreichten im Allgemeinen die vorgesehenen Positionen. Der dabei angetroffene belgische Widerstand – ein eigenmächtig vorgetragener Angriff von Teilen der 27. Inf.Brig. auf das Fort Barchon brach unter dem Feuer der Verteidiger zusammen – machte jedoch deutlich, dass mit einer „Überraschung“ des Gegners nicht mehr zu rechnen war. Ein von Emmich daraufhin in die Festung gesandter Parlamentär erhielt von Leman die Antwort: „Frayez-vous le passage“ (etwa: „Bahnen Sie sich den Weg“).
Der nächtliche Vorstoß, der am späten Abend des 5. August begann, endete in einem blutigen Desaster. Die 34. IB, die zwischen den Forts Liers und Pontisse nach Lüttich vorrücken sollte, wurde in und bei Herstal in heftige Häuserkämpfe verwickelt und blieb angesichts belgischer Gegenangriffe liegen. In Lüttich eingedrungene Teile eines Jäger-Bataillons wurden völlig aufgerieben. Bis zum Morgen hatte die Brigade fast 1200 Mann verloren. Brigadekommandeur von Kraewel entschloss sich zur Aufgabe der unhaltbaren Stellung und ordnete am Vormittag des 6. August den Rückzug auf das rechte Maasufer an. Die 27. IB stieß in ihrem vermeintlich hindernisfreien Vormarschstreifen zwischen der Maas und den Forts Evegnée und Barchon auf eine geschlossene Drahtsperre. Durch belgisches Flankenfeuer entwickelte sich eine wilde Schießerei, bei der die deutschen Kolonnen zum Teil aufeinander schossen. Auch diese Brigade zog sich nach Tagesanbruch auf die Ausgangsstellungen zurück. Die 11. IB konnte gegen heftigen Widerstand das Dorf Romsée nehmen. Aus demselben zog sie sich wegen des unablässigen Flankenfeuers aus den Forts Fléron und Chaudfontaine allerdings wieder zurück. Die Angriffskolonnen der an der Südflanke angesetzten zwei Brigaden (38. und 43. IB) gerieten in den Wäldern um das Fort Boncelles entweder durcheinander, wurden in örtliche Kämpfe verwickelt oder blieben unter großen Verlusten direkt vor dem Fort liegen. Munitionsmangel und belgische Gegenangriffe führten am Morgen des 6. August zum allgemeinen Rückzug. Im Mittelabschnitt des Angriffsstreifens war um 1 Uhr morgens die 14. IB angetreten. Bei dieser Brigade hielten sich von Emmich sowie der vom Oberkommando der 2. Armee als Beobachter abgeordnete Oberquartiermeister Erich Ludendorff auf. Nachdem der Brigadekommandeur, Generalmajor Friedrich von Wussow, und auch der neue Kommandeur des Infanterie-Regiments 27, Oberst Krüger, im belgischen Abwehrfeuer gefallen waren, übernahm Ludendorff das Kommando über die Formation. Der Brigade gelang mit dem auf halbe Gefechtsstärke (am 2. August: 2291 Mann) reduzierten Infanterie-Regiment 27 und einem Bataillon des Infanterie-Regiments 165 nach der Einnahme des Dorfes Queue-du-Bois am Mittag des 6. August der Durchbruch zum rechten Maasufer gegenüber von Lüttich. Die beiden Brücken über den Fluss waren unzerstört und wurden gegen Abend durch die Deutschen gesichert; die Stadt selbst blieb zunächst unbesetzt. Der abgeschnittene deutsche Verband igelte sich ein.
Am Morgen des 7. August entschloss sich Emmich, Lüttich von den nur noch 1500 Mann zählenden Truppen über die Maasbrücken hinweg angreifen zu lassen. Dieser eigentlich selbstmörderische Entschluss führte zu einem überraschenden Erfolg. In der Stadt und ihrer Zitadelle stießen die deutschen Truppen zu ihrer nicht geringen Verwunderung nur auf wenige hundert Versprengte und Nachzügler – Leman hatte bereits am Vortag die Räumung der Zitadelle Lüttich und den Abmarsch der 3. Infanteriedivision angeordnet, da er die Einschließung der Stadt und den Verlust dieses Verbandes befürchtete. Angesichts des Verlaufs, den die Kampfhandlungen bis zu diesem Zeitpunkt genommen hatten – und mit Blick auf das tatsächlich bestehende Kräfteverhältnis vor Ort – gilt dies als ein militärischer Fehler, der die Deutschen doch noch an ihr Ziel – die Einnahme der Festung Lüttich – brachte. Allerdings blieb die Situation für die deutschen Truppen zunächst prekär, da die 14. IB in der Zitadelle praktisch eingeschlossen war und die am Abend des 7. August nachgerückte 11. IB mit den ebenfalls erheblich reduzierten Infanterie-Regimentern 20 und 35 den Nordrand von Lüttich besetzt hatte, zu nachhaltigen Verteidigungs- oder gar Angriffshandlungen nicht mehr in der Lage waren; die beiden Brigaden bildeten in den folgenden Tagen eine nach Westen ausgerichtete Verteidigungsfront. Keines der zwölf Forts der Festung Lüttich war erobert worden oder hatte nach dem Fall der Stadt kapituliert. Derlei war mit den vorhandenen Kräften offenkundig auch nicht zu erzwingen. Solange dies so blieb, war auch die deutsche Kontrolle über die Stadt Lüttich nutzlos.
General von Emmich meldete noch am 7. August nach Berlin, dass er „Lüttich eingenommen“ hätte. Ludendorff war noch am selben Tage in einem requirierten Pkw in das Hauptquartier der 2. Armee in Aachen zurückgekehrt. Für ihren Einsatz bei Lüttich wurden beide vom Kaiser mit dem Orden Pour le Mérite ausgezeichnet.

### 8. August bis 16. August

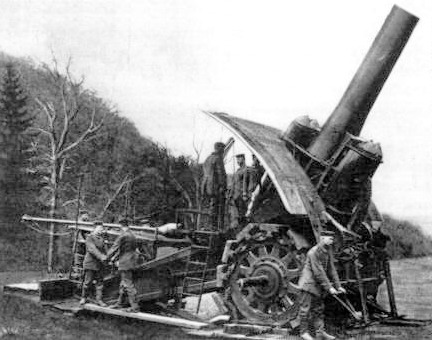
„Dicke Bertha“ von Krupp

Am 8. August übertrug der Oberbefehlshaber der 2. Armee, Generaloberst Karl von Bülow, dem General der Kavallerie Karl von Einem das Kommando über die von Emmich geführten sowie alle weiteren, zur Niederringung der Lütticher Forts herangeführten Kräfte (VII., IX. und X. Armee-Korps). Einem befahl die Einstellung der verlustreichen Frontalangriffe auf die Forts, ordnete die Abschließung des Festungsringes nach Norden, Osten und Südosten an und wartete auf die avisierte schwere Belagerungsartillerie.
Unterdessen führte die neue Lage am 8. August zum Fall des ersten Außenwerkes: Der Kommandant des Forts Barchon glaubte seine Position unhaltbar, als plötzlich aus Richtung der Stadt Lüttich deutsche Truppen auftauchten und die verwundbare Rückseite seiner Anlage attackierten – er kapitulierte am späten Nachmittag, nachdem Teile des Forts erstürmt worden waren. Am Abend des 11. August wurde das Fort Evegnée durch zusammengefasstes Feuer der vorhandenen Brigadeartillerie zur Übergabe gezwungen. Die am Nachmittag des 12. August eingetroffene schwere und schwerste Belagerungsartillerie führte schließlich die Entscheidung herbei. Unter dem Feuer der Škoda- und Krupp-Kanonen kapitulierten bis zum Abend des 14. August alle Forts zwischen Liers im Norden und Embourg im Süden des Festungsringes. Am 15. August wurden die noch haltenden Westforts beschossen und von Infanterie angegriffen. Dabei erhielt das Fort Loncin – wie zuvor bereits Chaudfontaine – einen Volltreffer in die Munitionskammer, deren Detonation zum Zusammenbruch der Struktur dieser Anlage führte.
Hierdurch starben etwa 350 belgische Soldaten; Leman, der sich seit dem 6. August in diesem Fort aufgehalten hatte, geriet bewusstlos in deutsche Gefangenschaft.
Am Morgen des 16. August zeigten auch die beiden verbliebenen Forts Hollogne und Flemalle die weiße Flagge.

## Ergebnisse und Folgen
Insgesamt erreichte die deutsche Führung trotz des nach militärischen Kriterien gescheiterten „Handstreichs“ die mit der Operation verfolgten Ziele. Allerdings waren der hierfür nötige Aufwand an Kräften und Mitteln sowie die erlittenen Verluste weitaus größer als vorab prognostiziert. Bereits am 15. August war die Eisenbahnstrecke Aachen–Lüttich wieder voll betriebsfähig, was in der offiziösen deutschen Kriegsgeschichte noch Jahre später als „sehr vorteilhaft“ eingeschätzt wurde. Der dadurch ermöglichte zügige Antransport der Hauptkräfte der 1. Armee und deren rasche Entfaltung führte zum Zusammenbruch der belgischen Gette-Stellung zwischen Halen und Tirlemont (Schlacht an der Gette am 18./19. August), zum Rückzug des belgischen Heeres nach Antwerpen und zum Fall Brüssels am 20. August 1914. Die in Arbeiten englisch- und französischsprachiger Historiker gelegentlich anzutreffende Einschätzung, der Kampf um Lüttich habe den deutschen Vormarsch um einige Tage verzögert, wurde von deutschen Autoren mit Verweis auf die Generalstabsakten bestritten. Der Sachverhalt wird noch immer debattiert. In belgischen und französischen Veröffentlichungen wird eine Verzögerung von bis zu zehn Tagen, in britischen von bis zu vier Tagen vermutet.
Die Eroberung von Lüttich und der kurze Zeit später nach ähnlichem Muster herbeigeführte Fall der Festung Namur erschütterten die Überzeugung vieler führender Militärs, dass moderne Festungsbauten allein ausreichend seien, um eine angreifende Armee dauerhaft aufzuhalten. Lüttich und Namur bewiesen die relative Hilflosigkeit der Fortbesatzungen, sobald ihnen die Nahunterstützung durch bewegliche Feldtruppen entzogen wurde.

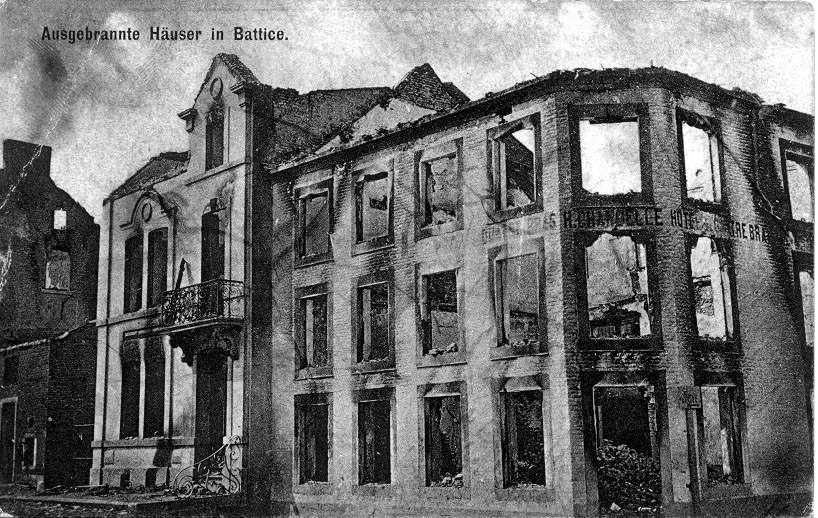
Ruinen in Battice, das von deutschen Truppen in den ersten Kriegstagen niedergebrannt wurde

Die Legitimität des zivilen belgischen Widerstands gegen den deutschen Einmarsch wurde von den deutschen Kommandeuren weitestgehend bestritten. Alan Kramer und John Horne führen dies in erster Linie darauf zurück, dass die deutsche Auslegung der Haager Landkriegsordnung einige Besonderheiten aufwies. Höhere Offiziere waren vor dem Krieg ausdrücklich dahin orientiert worden, dass der Artikel 2 der HLKO, der nichtmilitärischen Kombattanten einen Mindestschutz garantierte, „nicht der deutschen Auffassung“ entsprach, da „hier dem Franktireurkrieg Tür und Tor geöffnet“ werde. Zahlreiche Feldkommandeure verstanden dies als Ermächtigung, belgische Feuerüberfälle auf Kolonnenspitzen und Kavalleriepatrouillen pauschal vermeintlichen „Francs-tireurs“ – eine Reminiszenz an die französischen Freischärler von 1870/71 – zuzuschreiben und mit willkürlichen Massenerschießungen von Zivilisten, Deportationen, Plünderungen und dem Niederbrennen ganzer Ortschaften zu beantworten. Dazu kamen – häufig ausgelöst durch Eigenbeschuss – Fälle von Panik, bei denen deutsche Soldaten gegen die sich in der Nähe befindenden belgischen Zivilisten vorgingen. In allen Fällen wurde ignoriert, dass auch das deutsche Feldstrafrecht eine zumindest formale Verhandlung vor einem Feldgericht und die Anwesenheit eines unabhängigen Verteidigers vorsah. Horne und Kramer sehen in der „Bereitschaft, rücksichtslos gegen Zivilisten vorzugehen“ eine wesentliche Besonderheit der deutschen Kriegführung im Sommer 1914. Bis zum 8. August – innerhalb von vier Tagen – wurden im Raum Lüttich in Orten wie Battice, Visé, Warsage, Micheroux, Retinne, Soumagne und Mélen fast 850 Zivilisten getötet und über 1300 Gebäude niedergebrannt. Insgesamt wurden in Belgien binnen weniger Tage 5521 Zivilisten vorsätzlich getötet. Beigetragen zum deutschen Vorgehen haben möglicherweise Verwechslungen von Angehörigen der mit Reservisten bemannten paramilitärischen Garde Civique – deren Uniformierung bestehend aus blauem Mantel und Zylinderhut zivil wirkte – mit bewaffneten Zivilisten.
Ein am 6. August um 3 Uhr morgens vom deutschen Zeppelin Z VI geflogener Luftangriff auf Lüttich (die Bomben töteten neun Zivilisten) war für den Verlauf der Kämpfe bedeutungslos.
Er kann als ein Schritt hin zur Ära des Luftkrieges gesehen werden.